# Keski-Rokko
Keski-Rokko eller Keskikokonjärvi är en sjö i Finland. Den ligger i kommunen Kuhmo i landskapet Kajanaland, i den östra delen av landet, 500 km nordost om huvudstaden Helsingfors. Keski-Rokko ligger 211 meter över havet. Den är 2,3 meter djup. Arean är 15,4 hektar och strandlinjen är 2,62 kilometer lång. Sjön  ingår i Uleälvens huvudavrinningsområde.   I omgivningarna runt Keski-Rokko växer i huvudsak barrskog.